# Chana Malogolowkin-Cohen
Chana Malogolowkin-Cohen (Polonia, 13 de septiembre de 1925–Tel Aviv, 20 de marzo de 2022) fue una genetista, investigadora y profesora universitaria brasileña.
Fue la primera mujer en obtener un doctorado en Historia Natural en Brasil, fundadora de la Sociedad Brasileña de Genética en 1955, y la primera mujer brasileña en publicar en la revista Science.
Su investigación ayudó en los avances para infectar a los mosquitos aedes aegipti con una bacteria que le impide transmitir los virus del dengue, zika, chikunguña y fiebre amarilla.

## Biografía
Chana nació en Polonia en 1924, pero fue registrada con el nombre de su abuela como nacida en 1925. Sus padres, Frima Malogolowkin (polaca) y Morduch Malogolowkin (ruso), eran inmigrantes judíos que huyeron del antisemitismo y de las duras condiciones económicas de la época en la Unión Soviética. Tuvo una hermana y dos hermanos y fue la única en su familia que siguió una carrera académica. Estudió principalmente en casa, hasta los 8 años, cuando ingresó a la única escuela pública de la ciudad. 
A finales de la década de 1930, la familia ya vivía en Río de Janeiro, pues su madre quería que sus hijos crecieran en medio de una comunidad judía, y Chana estudió secundaria en el Colégio Hebreu Brasileiro, en Tijuca, donde comenzó a interesarse por las Ciencias Naturales. Inspirada por Louis Pasteur y Marie Curie, Chana quería ser científica y así ingresó al Colegio Universitario, para realizar un curso complementario en un intento de ingresar en la carrera de Medicina. Con el cierre de la escuela, fue trasladada al Colegio Pedro II, donde completó el curso. 
En 1942, presentó el examen de ingreso a Medicina, pero abandonó la carrera, incluso después de ser aprobada, para matricularse en Historia Natural en la recién fundada Facultad Nacional de Filosofía de la Universidad de Brasil, hoy Universidad Federal de Río de Janeiro. Se graduó en 1946 con el título de licenciada, trabajando ya con taxonomía y genética de drosophila desde antes de finalizar el tercer año de carrera. 

### Trayectoria profesional
Por recomendación de Elysiário Távora Filho, comenzó a trabajar en el departamento de biología con Antônio Geraldo Lagden Cavalcanti, ambos fueron sus profesores en la facultad. Sus futuros colegas del departamento, Oswaldo Frota-Pessoa y Helena Salles, la animaron a seguir una carrera en biología y en la taxonomía y evolución de las drosophila melanogaster (moscas de la fruta).  
En 1948, Chana fue a la Universidad de São Paulo para trabajar durante un año con un grupo dirigido por André Dreyfus y Theodosius Dobzhansky, del cual se originó la “escuela Dreyfus-Dobzhansky” de genética brasileña. Este mismo grupo también incluyó nombres como Antônio Rodrigues Cordeiro, Crodowaldo Pavan, Antônio Brito da Cunha, Newton Freire-Maia, Hans Burla y Martha Wedel. Frota-Pessoa fue originalmente el invitado, pero se estaba recuperando de la tuberculosis y nominó a Chana en su lugar.
Animada por la experiencia adquirida en el grupo, Chana se matriculó en un doctorado, y defendió su tesis doctoral en 1951, que trataba de la evolución de los órganos genitales de este grupo de drosophila. Fue la primera profesional en utilizar los genitales de los drosófilos para clasificar especies hermanas, algo que no era común en aquella época.  
Entre 1950 y 1956, fue investigadora del Centro de Investigaciones Genéticas de la Facultad Nacional de Filosofía, UFRJ, trabajando con la genética y la evolución de drosophila del género willistoni. Realizó importantes contribuciones a la institucionalización de esta ciencia en Río de Janeiro y en Brasil, convirtiéndose además en una referencia internacional en la taxonomía de drosophila. 
Por invitación de Dobzhansky, fue a la Universidad de Columbia en 1956, financiada por la Fundación Rockefeller. Esta estancia le permitió realizar uno de sus descubrimientos más importantes: existía un linaje de moscas que no generaba machos (factor de sex ratio que alteraba la proporción sexual entre machos y hembras) y por lo tanto estos linajes podrían ser utilizados, por ejemplo, en el control biológico de moscas. El descubrimiento generó el artículo publicado en la revista Science, Infective Transfer of Maternally Inherited Abnormal Sex-Ratio in Drosophila willistoni, coautorado por D. F. Poulson. Fue el primer artículo escrito por una mujer brasileña y el segundo artículo escrito por un científico brasileño publicado en Science.  
Regresó a Brasil en 1957, donde trabajó durante seis meses en el Centro de Investigaciones Genéticas (CPGEn). Luego fundó el Laboratorio de Genética Bioquímica de la UFRJ, donde continuó sus estudios con la transferencia citoplasmática del factor “sex-ratio” en D. Willistoni. Tiempo después, descubrió que era una bacteria, Wolbachia, la que alteraba las tasas sexuales en las moscas de la fruta. Esta misma bacteria se utiliza en varias partes del mundo en un programa experimental para controlar el Aedes aegypti.
En 1958, regresó a la Universidad de Columbia como profesora titular, trabajando con Dobzhansky, y permaneciendo en su departamento hasta 1964. Cuando el profesor Dobzhansky se fue a la Universidad Rockefeller en 1962, Chana asumió su cátedra en Columbia. En 1962, Chana publicó su segundo artículo en Science, Races and Incipient Species in Drosophila paulistorum, siendo una de las pocas científicas brasileñas que publicó más de una vez en la revista.
En 1964, poco después de casarse con un abogado israelí, Chana viajó a Israel. Desempleada tras experimentar condiciones laborales muy difíciles, consiguió trabajar en genética en la Universidad de Haifa en 1969, donde fundó el Laboratorio de Genética de Drosophila en la universidad, con la ayuda de Eviatar Nevo y la Fundación Rockefeller, fundando posteriormente el actual Instituto de Evolución de la Universidad de Haifa. Posteriormente trabajó también en la Universidad de Jerusalén.

### Jubilación
Se retiró en 1979, pero continuó dando conferencias y prestando servicios de consultoría, publicando artículos y visitando universidades. Trabajó brevemente en la Universidad de Tübingen, con Diether Sperlich, a principios de la década de 1980.
Murió el 20 de marzo de 2022, a la edad de 97 años, en Tel Aviv, debido a un derrame cerebral.